# Kang Jae-won
Dans ce nom coréen, le nom de famille, Kang, précède le nom personnel.
Kang Jae-won, né le 30 novembre 1965, est un ancien handballeur sud-coréen évoluant au poste d'arrière droit (gaucher) ou demi-centre. Il a été élu meilleur handballeur mondial de l'année en 1988.

## Biographie
En septembre 1989, sa signature au club suisse du Grasshoppers Zürich est annoncée

## Palmarès

### Club
Compétitions internationales
- Finaliste de la Coupe Challenge en 2001
- Quart-finaliste de la Ligue des champions en 1997, 1998

Compétitions nationales
- Championnat de Suisse (6) : 1994, 1995, 1996, 1997, 1998, 2002
- Coupe de Suisse (1) : 1998

### Sélection nationale
Jeux olympiques
- Médaille d'argent aux Jeux olympiques de 1988 à Séoul,  Corée du Sud
- 6e place aux Jeux olympiques de 1984 à Los Angeles,  États-Unis
- 11e place aux Jeux olympiques de 1992 à Barcelone,  Espagne

Championnats du monde
- 12e place au Championnat du monde 1986

Jeux asiatiques
- Médaille de bronze aux Jeux asiatiques 1982[7]
- Médaille d'or aux Jeux asiatiques 1986
- Médaille d'or aux Jeux asiatiques 1990

Championnats d'Asie
- Médaille d'or au Championnat d'Asie 1983
- Médaille d'or au Championnat d'Asie 1987
- Médaille d'or au Championnat d'Asie 1989
- Médaille d'or au Championnat d'Asie 1991

### Distinctions individuelles
- élu meilleur handballeur mondial de l'année de la 1988
- Meilleur buteur des Jeux olympiques de 1988 (49 buts)
- Meilleur buteur du championnat du monde 1986 (67 buts)
- 2e meilleur buteur de l’histoire du championnat de Suisse avec 2247 buts marqués en 339 matchs joués (moyenne de 6,6 buts par match)[1]
- Meilleur buteur du championnat de Suisse (1) : 1996/97 avec 256 buts
- élu meilleur joueur du championnat de Suisse (6)[réf. souhaitée]